# أنبوب منظم الجهد

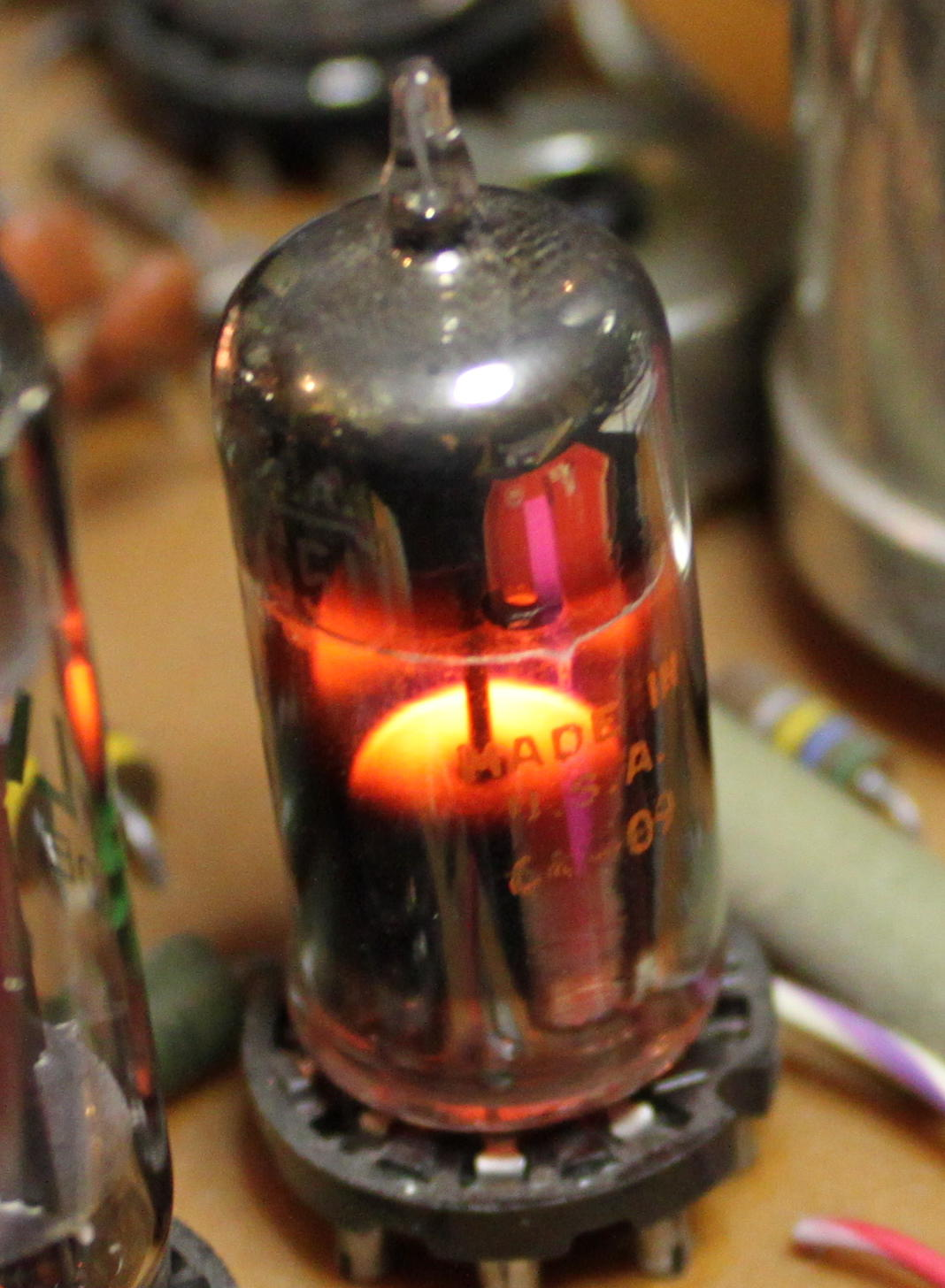
5651 أنبوب منظم قيد التشغيل

أنبوب منظم الجهد هو مكون إلكتروني يستخدم كمنظم تحويلة لعقد ثابت الجهد عند مستوى محدد مسبقًا. فيزيائيًا، تُشبه هذه الأجهزة الأنابيب المفرغة، ولكن هناك اختلافان رئيسيان:
- تمتلئ مظاريفهم الزجاجية بخليط غازي
- لديهم الكاثود البارد. لا يتم تسخين الكاثود باستخدام خيوط لإصدار الإلكترونات.

وكهربائيًا، تشبه هذه الأجهزة ثنائيات زينر، مع الاختلافات الرئيسية التالية:
- يعتمدون على تأين الغاز بدلاً من تكسير زينر.[1]
- يجب أن يكون جهد الإمداد غير المنظم 15-20٪ أعلى من جهد الخرج الاسمي لضمان بدء التفريغ
- يمكن أن يكون الناتج أعلى من القيمة الاسمية إذا كان التيار عبر الأنبوب منخفضًا جدًا.[2]

عندما يتم تطبيق جهد كافٍ عبر الأقطاب الكهربائية، يتأين الغاز، مما يؤدي إلى تفريغ توهج حول قطب الكاثود. ثم يعمل أنبوب منظم الجهد كجهاز مقاومة سلبية؛ مع زيادة التيار عبر الجهاز، تزداد أيضًا كمية التأين، مما يقلل من مقاومة الجهاز لمزيد من التدفق الحالي. بهذه الطريقة، يقوم الجهاز بتوصيل تيار كافٍ لإبقاء الجهد عبر أطرافه إلى القيمة المطلوبة.
نظرًا لأن الجهاز سيجري كمية غير محدودة تقريبًا من التيار، يجب أن تكون هناك بعض الوسائل الخارجية للحد من التيار. عادة، يتم توفير ذلك بواسطة المقاوم الخارجي المنبع من أنبوب منظم الجهد. يقوم أنبوب منظم الجهد بعد ذلك بتوصيل أي جزء من التيار لا يتدفق إلى حمل المصب، مع الحفاظ على جهد ثابت تقريبًا عبر أقطاب أنبوب منظم الجهد. تم ضمان جهد تنظيم أنبوب منظم الجهد فقط عند إجراء كمية من التيار ضمن النطاق المسموح به. على وجه الخصوص، إذا كان التيار عبر الأنبوب منخفضًا جدًا للحفاظ على التأين، يمكن أن يرتفع جهد الخرج فوق الناتج الاسمي - بقدر جهد إمداد الدخل. إذا كان التيار عبر الأنبوب مرتفعًا جدًا، فيمكنه الدخول في وضع تفريغ القوس حيث يكون الجهد أقل بكثير من القيمة الاسمية وقد يتلف الأنبوب.
احتوت بعض أنابيب تنظيم الجهد على كميات صغيرة من النويدات المشعة لإنتاج تأين أكثر موثوقية.
أنبوب منظم الجهد عبارة عن إصدار عالي الجهد مملوء بالهيدروجين عند الضغط الجوي القريب، وهو مصمم لجهود تتراوح من 400 الخامس إلى 30 كيلو فولت بعشرات ميكرو أمبير. لها شكل محوري. القطب الخارجي الأسطواني هو الكاثود والداخلي هو القطب الموجب. يعتمد استقرار الجهد على ضغط الغاز.
كان أنبوب منظم جهد الهيدروجين الناجح، منذ عام 1925، هو أنبوب ريثيون، والذي سمح بتشغيل أجهزة الراديو في ذلك الوقت من طاقة التيار المتردد بدلاً من البطاريات.

## نماذج محددة
في أمريكا، تم إعطاء أنابيب منظم الجهد أرقام أجزاء أنبوب ريتما (بالإنجليزية: RETMA). تبدأ أرقام أجزاء الأنبوب ب "0 " (صفر) بسبب عدم وجود جهاز تسخين. في أوروبا، تم إعطاء أرقام الأجزاء لأنابيب الواقع الافتراضي في ظل النظام الاحترافي المعروف بالرمز; ZZ1xxx وبموجب نظام مخصص
في اتحاد الجمهوريات الاشتراكية السوفياتية، تم تعيين أجهزة التفريغ المتوهج باللغة السيريلية مع الرقم التسلسلي للتطوير. على سبيل المثال، "СГ21Б" و "СГ204К" وie،
كانت أنابيب الواقع الافتراضي متاحة فقط بجهد معين. النماذج الشائعة كانت:
أنابيب ذات قاعدة ثماني، وتيار 5-40 مللي أمبير،
- 0A3 - 75 فولت
- 0B3 - 90 فولت
- 0C3 - 105 فولت (أفضل تنظيم لهذه الأربعة)
- 0D3 - 150 فولت

أنابيب مصغرة، تيار 5-30 مللي أمبير
- 0A2 - 150 فولت
- 0B2 - 108 فولت (أفضل تنظيم لهذه الثلاثة)
- 0C2 - 72 فولت

أنابيب مصغرة، تيار 1-10 مللي أمبير
- 85A2 - 85 فولت (مكافئات: 0G3، CV449، CV4048، QS83 / 3، QS1209)

مرجع الجهد 1.5-3.0 مللي أمبير الحالي
- 5651 - 87 فولت (مرجع الجهد الأكثر شيوعًا على الإطلاق)
- 5651 أمبير - 85.5 فولت

الأنابيب المصغرة
- طُرز مختلفة مثل 991،[9] تشبه مصابيح النيون، ولكن تم تحسينها من أجل تنظيم أكثر دقة للجهد

أنابيب الهالة المصغرة
- CK1022 1 كيلو فولت،[10]

أنابيب الإكليل ذات النهايات السلكية
- CK1037 (6437) 700 فولت، ٥-١٢٥ µ أ،[11]
- 900 CK1038 فولت، ٥-٥٥ µ أ،[12]
- CK1039 (6438) 1.2 كيلوفولت، ٥-١٢٥ µ أ،[13]

## متطلبات التصميم
تحتوي بعض أنابيب منظم الجهد على وصلة داخلية متصلة بين اثنين من المسامير. يمكن استخدام هذا الطائر في سلسلة مع لف المحول الثانوي. ثم، إذا تمت إزالة الأنبوب، فبدلاً من ترك الجهد غير منظم، سيتوقف الإخراج.
نظرًا لأن تفريغ الوهج عملية "إحصائية"، يتم إدخال قدر معين من الضوضاء الكهربائية في الجهد المنظم مع اختلاف مستوى التأين. في معظم الحالات، يمكن تصفية ذلك بسهولة عن طريق وضع مكثف صغير بالتوازي مع أنبوب منظم الجهد أو باستخدام شبكة فصل RC في اتجاه مجرى أنبوب منظم الجهد. سعة كبيرة جدًا (> 0.1 درجة فهرنهايت لـ 0D3، على سبيل المثال)، ومع ذلك، ستشكل الدائرة مذبذبًا للاسترخاء، مما يؤدي بالتأكيد إلى تدمير تنظيم الجهد وربما يتسبب في فشل الأنبوب بشكل كارثي.
يمكن تشغيل أنابيب منظم الجهد في سلسلة من أجل نطاقات جهد أكبر. لا يمكن تشغيلها بالتوازي : بسبب اختلافات التصنيع، لن يتم تقاسم التيار بالتساوي بين عدة أنابيب على التوازي. (لاحظ السلوك المكافئ مع ثنائيات زينر المتصلة والمتسلسلة والمتوازية.) في الوقت الحاضر، تم استبدال أنابيب الواقع الافتراضي بالكامل تقريبًا بواسطة منظمات الحالة الصلبة القائمة على ثنائيات زينر وثنائيات الانهيار الجليدي.

## معلومات أنبوب منظم الجهد
تتوهج أنابيب منظم الجهد التي تعمل بشكل صحيح أثناء التشغيل العادي. يختلف لون التوهج حسب خليط الغاز المستخدم لملء الأنابيب.
على الرغم من أنها تفتقر إلى سخان، غالبًا ما تصبح أنابيب منظم الجهد دافئة أثناء التشغيل بسبب انخفاض التيار والجهد من خلالها.